# Lituya Bay
Lituya Bay (česky Zátoka Lituya) je fjord nacházející se na pobřeží Tichého oceánu v jihozápadní části Aljašky v USA. Na délku měří 14,5 km a na šířku 3,2 km. V roce 1958 v něm kvůli velkému sesuvu hornin vznikla nejvyšší zaznamenaná vlna tsunami (tzv. megatsunami), která dosáhla výšky 524 m.

## Popis
Okolní oblast patří do Národního parku Glacier Bay. Zátoka má půdorysný tvar písmena „T“. Zhruba uprostřed se rozkládá ostrov Cenotaph a na jejím východním konci do ní dvěma rameny (Gilbert a Crillon) zaúsťují ledovce Lituya a Crillo, včetně menšího Cascade. Úzký vstup do zátoky na západě je široký necelých 600 m, čemuž ještě dopomáhá více než kilometr dlouhý výběžek la Chasseuse. Zde hloubka činí 10 m. Necelý kilometr jihovýchodně od zmíněného ostrova leží nejhlubší místo, dosahujíc hloubky 220 m.
Lituya Bay je známá svými přílivy, kdy mořská hladina kolísá až o 3 metry. Přílivové proudy u jejího úzkého vstupu dosahují rychlosti 9,4 km/h a jsou považovány za nebezpečné. Nicméně zátoka samotná je pro kotvení plavidel bezpečná.

## Historie

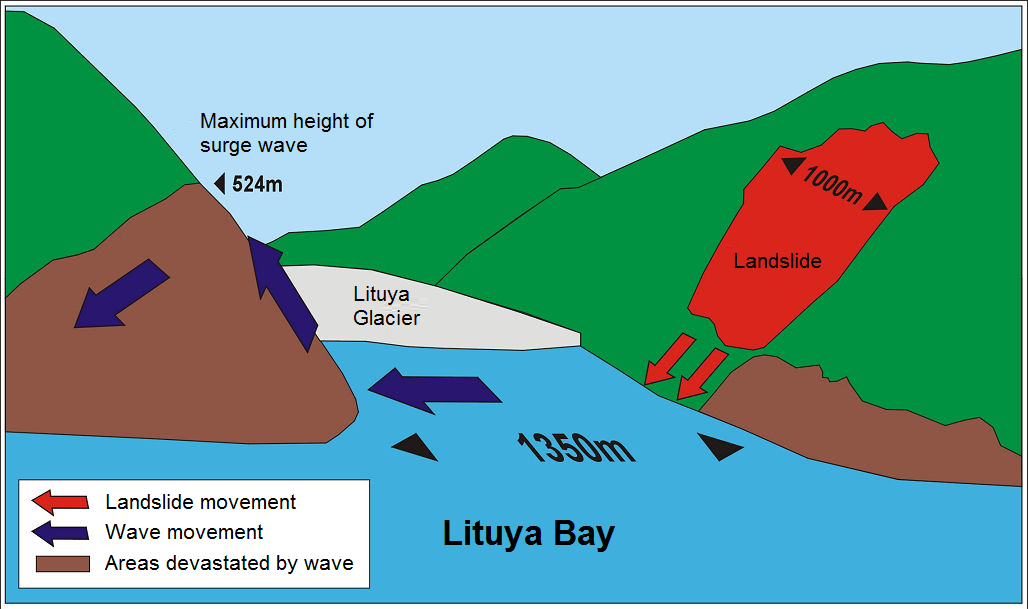
Schéma vzniku.

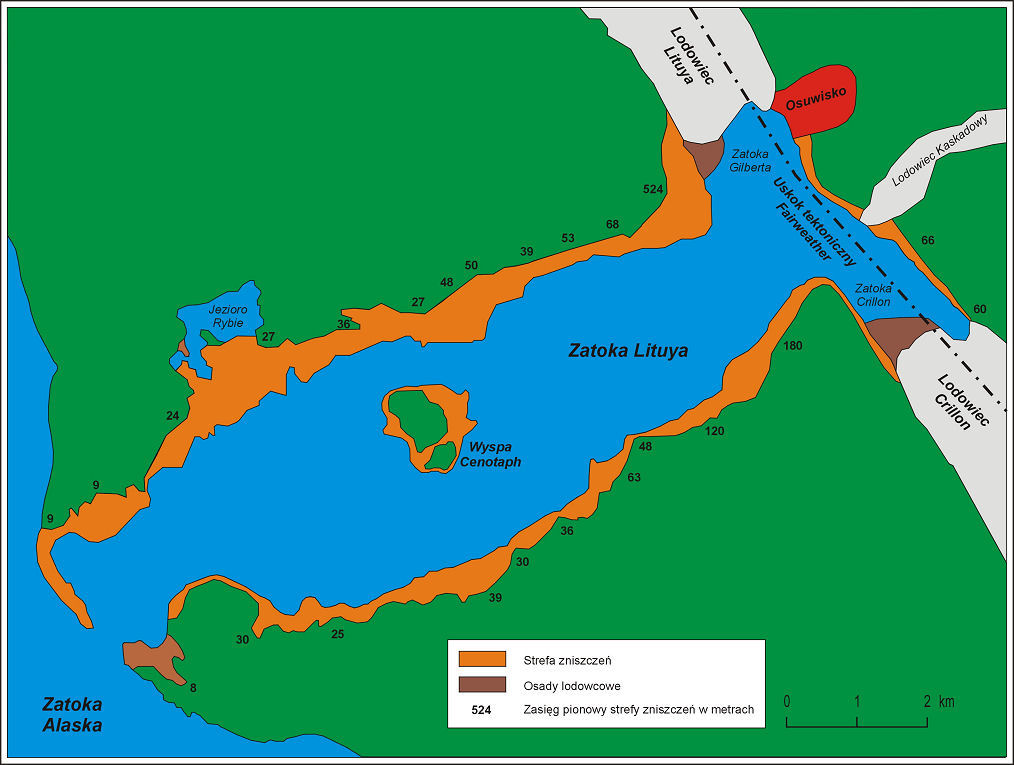
Mapa s proměnlivou výškou vlny.

Zátoku v roce 1786 objevil francouzský mořeplavec Jean-François de La Pérouse a pojmenoval ji Port des Français. Kvůli silným přílivovým proudům utonulo 21 jeho mužů.  

### Megatsunami v roce 1958
V roce 1953 dorazili do zátoky Lituya geologové, aby vytipovali možná ložiska ropy. Ihned si všimli pásu mladých stromů na jejím pobřeží, zasahující až 100 metrů nad hladinou. Nedokázali však zjistit příčinu vzniku takové vlny. Jejich odhady neposkytovaly přesvědčivou podporu ve vysvětlení mechanismu, který by byl schopný uvést masu vody do pohybu. Vyšetřování bylo proto odloženo.
9. července 1958, ve 22:15, dochází v regionu k silnému zemětřesení s magnitudem 7,8 Mw. Na východním konci fjordu, poblíž čela Lituyského ledovce, se během otřesů dalo do pohybu více než 30 milionů kubických metrů hornin a dopadlo z výšky několik set metrů do jeho vod. Vzniklo několik set metrů vysoké megatsunami. Masa vody díky své hybnosti vystoupala po protějším svahu až do výšky 524 m. Jedná se tak o nejvyšší zaznamenanou vlnu v historii. S rostoucí vzdáleností od místa vzniku však výška postupujícího tsunami začala prudce klesat. U přilehlého pobřeží měla výšku zhruba 70 m, přičemž u vstupu do Tichého oceánu to bylo 9 m. V oceánu se vlna rychle rozplynula. Navzdory odlehlosti oblasti bylo zabito celkem 5 lidí. Průchod obří vlny zbavil pobřeží zátoky veškeré vegetace, přičemž rozhraní starších a mladých stromů je viditelné i dodnes.( Simulace)

#### Svědectví

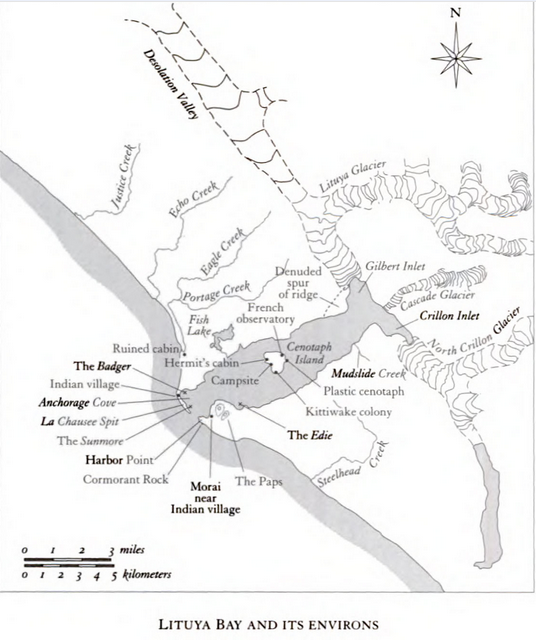
Lokace třech rybářských plavidel.

Onen den se u vstupu do zátoky vyskytovaly tři rybářská plavidla se šesti lidmi na palubě:
- Sunmore: manželé Wagnerovi se před blížící se vlnou pokoušeli opustit zátoku, jenže ta jejich plavidlo potopila a oba zahynuli.
- Badger: tato loď byla zachycena a transportována přes výběžek la Chasseuse mimo zátoku. Jenže tam její trup prorazil plovoucí kmen stromu a šla ke dnu. Navzdory zraněním se manželům Swansonovým podařilo dostat do záchranného člunu.
- Edrie: plavidlo Howarda G. Ulricha a jeho sedmi letého syna bylo na rozdíl od zbylých dvou zakotveno o 2,5 km hlouběji v zátoce v její jižní části. Howard se rozhodl otočit přídí směrem k blížícímu se živlu. Vlna jejich loď vynesla vzhůru, mezitím se utrhnul odvíjející se kotevní řetěz, svezla se po jejím hřbetu a opět přistála zpět na hladině zátoky.

William A. Swanson a Howard G. Ulrich následně poskytli zprávy o tom, co pozorovali. Na základě Swansonova popisu délky doby než k němu tsunami dorazilo se odhaduje, že jeho rychlost byla 190 km/h.
Vědce po několik následujících dekád mátl objem přemístěné vody, jenž převyšoval objem samotného sesuvu. Pozdější modelování a počítačové simulace ukázaly, že sesuv s sebou nesl kapsu vzduchu, nedovolujíc se vodě vrátit zpět. Vzájemné spolupůsobení pak vytlačilo výsledný objem vody.

#### Dřívější události
Zprávy prvních průzkumníků hovoří o absenci stromů podél břehů Lituya Bay. Jedna taková se vyskytuje i v deníku Jeana-Françoise de La Pérouse, francouzského mořeplavce, jenž zátoku v roce 1786 objevil. 
Průzkum v Lituya Bay odhalil, že k megatsunami v ní docházelo opakovaně, neboť za posledních 150 let se odhalily čtyři události. Kromě roku 1958 to bylo v rocích 1936 (150 m), 1899 (61 m) a 1854 (120 m).

## Galerie

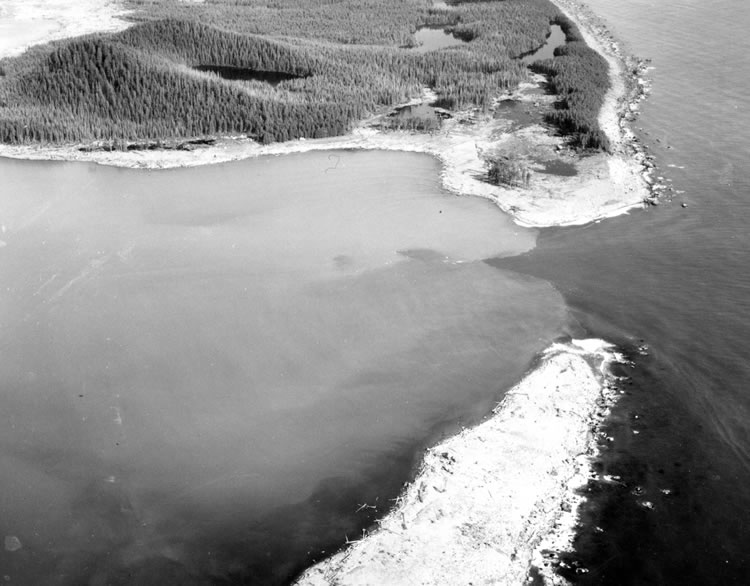
Vstup do Lituya Bay s výběžkem v dolní části fotografie, zachycený po úderu megatsunami.
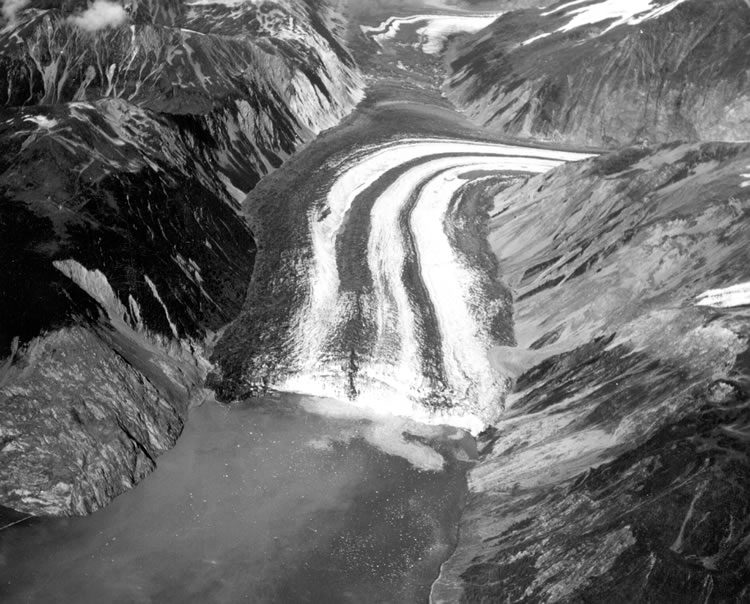
Pohled na ledovec Lituya. Vpravo místo sesuvu, vlevo svah, kde vlna vystoupala do výšky 524 m.
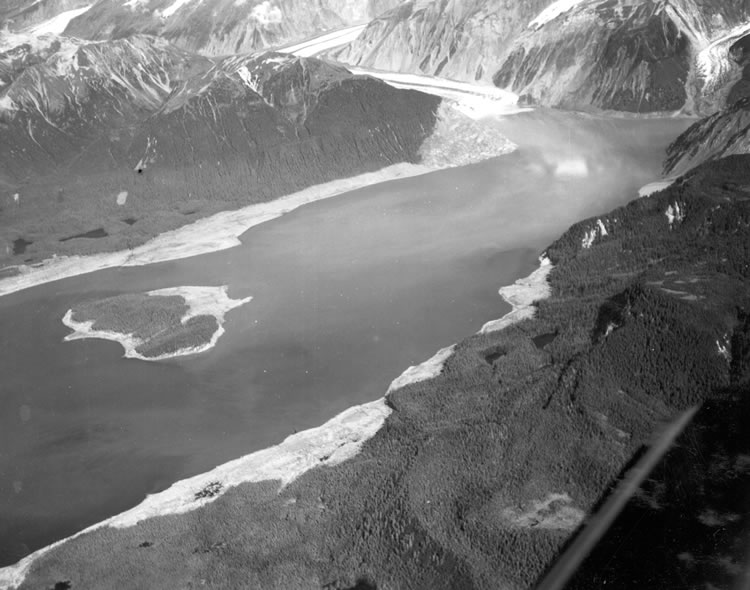
Pohled na zátoku po megatsunami.
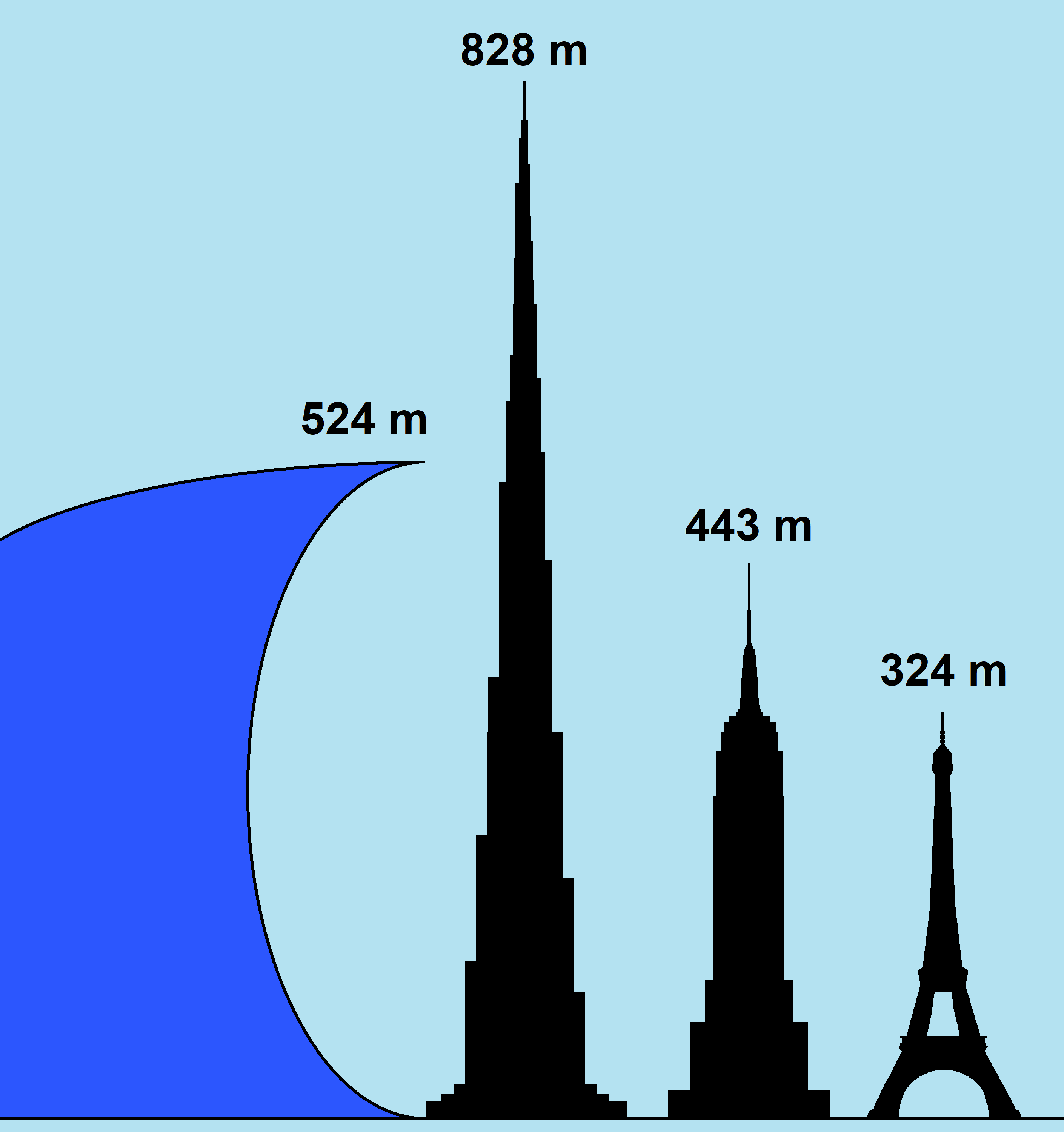
Srovnání s Burj Khalifou, Empire State Building a Eiffelovou věží.
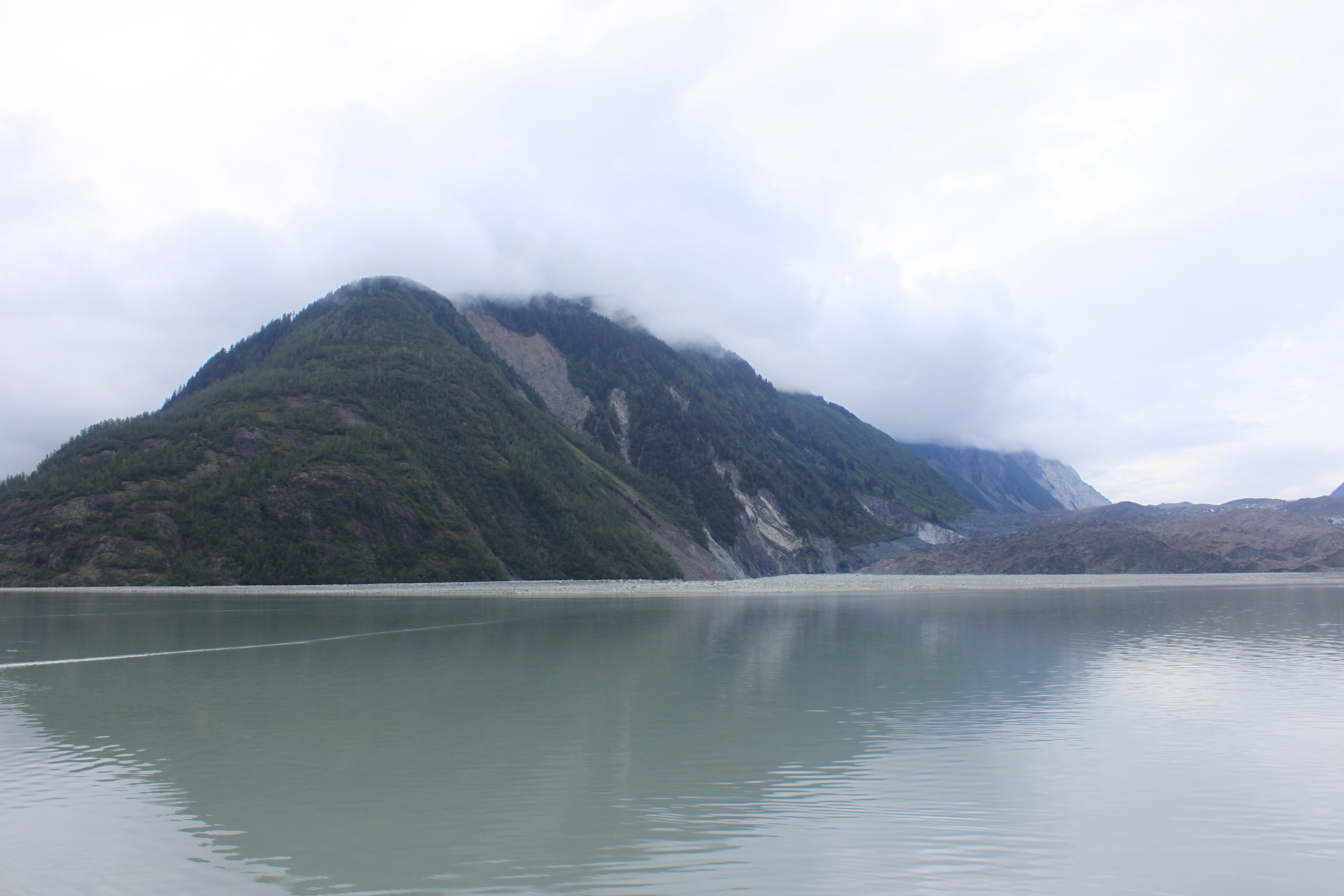
Pohled v roce 2010 na svah, kde vlna vystoupala do výšky 524 m.